# Mummie del Tarim

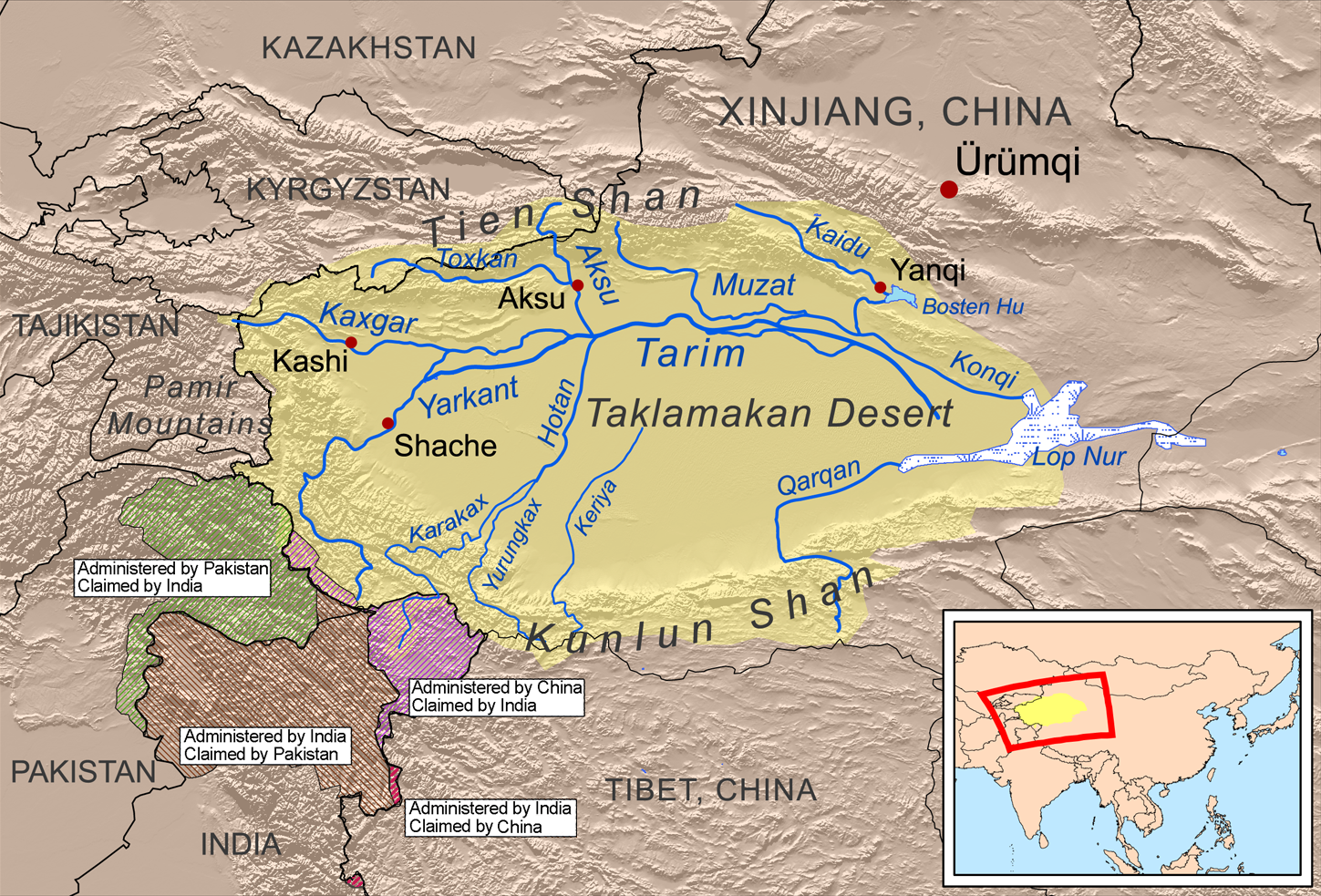
Il bacino del Tarim in Asia centrale con il deserto di Taklamakan

Con il termine Mummie del Tarim ci si riferisce a un gruppo di mummie, di diverse epoche e condizioni, rinvenute nella valle del fiume Tarim (Cina del nord-ovest). La peculiarità di tali reperti è che presentano caratteristiche caucasiche (fra cui spesso sono riconoscibili capelli biondi e rossi) in netto contrasto con le popolazioni mongole quivi largamente dominanti.
Costituiscono quindi una documentazione importante per determinare la diffusione dei diversi gruppi etnici nei continenti in età preistorica. Il gruppo comprende, fra l'altro, la cosiddetta "Bella di Loulan" (circa 1800 a.C.), il più giovane "Uomo di Charchan" (circa 1000 a.C.).

## Primi indizi e ritrovamenti
Già Plinio il Vecchio riportava l'esistenza di popolazioni alte e dai capelli e occhi chiari al di là dell'Himalaya. Analogamente l'esploratore cinese del 126 a.C. Zhang Qian trovò influenze greche in alcuni regni in questa regione ad ovest della Cina. All'inizio del ventesimo secolo, gli esploratori europei che viaggiavano nell'Asia centrale alla ricerca di antichità, dichiararono di avere visto mummie dalle caratteristiche occidentali, fotografate in seguito dall'archeologo Aurel Stein.
Alla fine del 1980 nel bacino del Tarim (l'attuale Xinjiang), furono trovate, perfettamente conservate, mummie che si pensava appartenenti ad antiche popolazioni indoeuropee  lì residenti già nel secondo millennio a.C..
Si sospettava infatti da tempo che questi individui mummificati fossero "pastori di lingua proto-tocaria", antenati dei Tocari, ma questo è stato ora in gran parte screditato dall'assenza di una connessione genetica con i migranti di lingua indoeuropea, in particolare della cultura di Afanasevo o BMAC.

## Implicazioni politico-culturali
La scoperta ha suscitato notevoli dibattiti politico-culturali e mediatici perché dimostrerebbe che i primi abitatori della regione furono di origine caucasoide od europea e non asiatica; portando alla formulazione dell'ipotesi suggestiva che fossero stati questi popoli, supposti indoeuropei, a far conoscere alla futura civiltà cinese la ruota, l'uso del carro e del cavallo ed i primi oggetti metallici.

## Paleogenetica

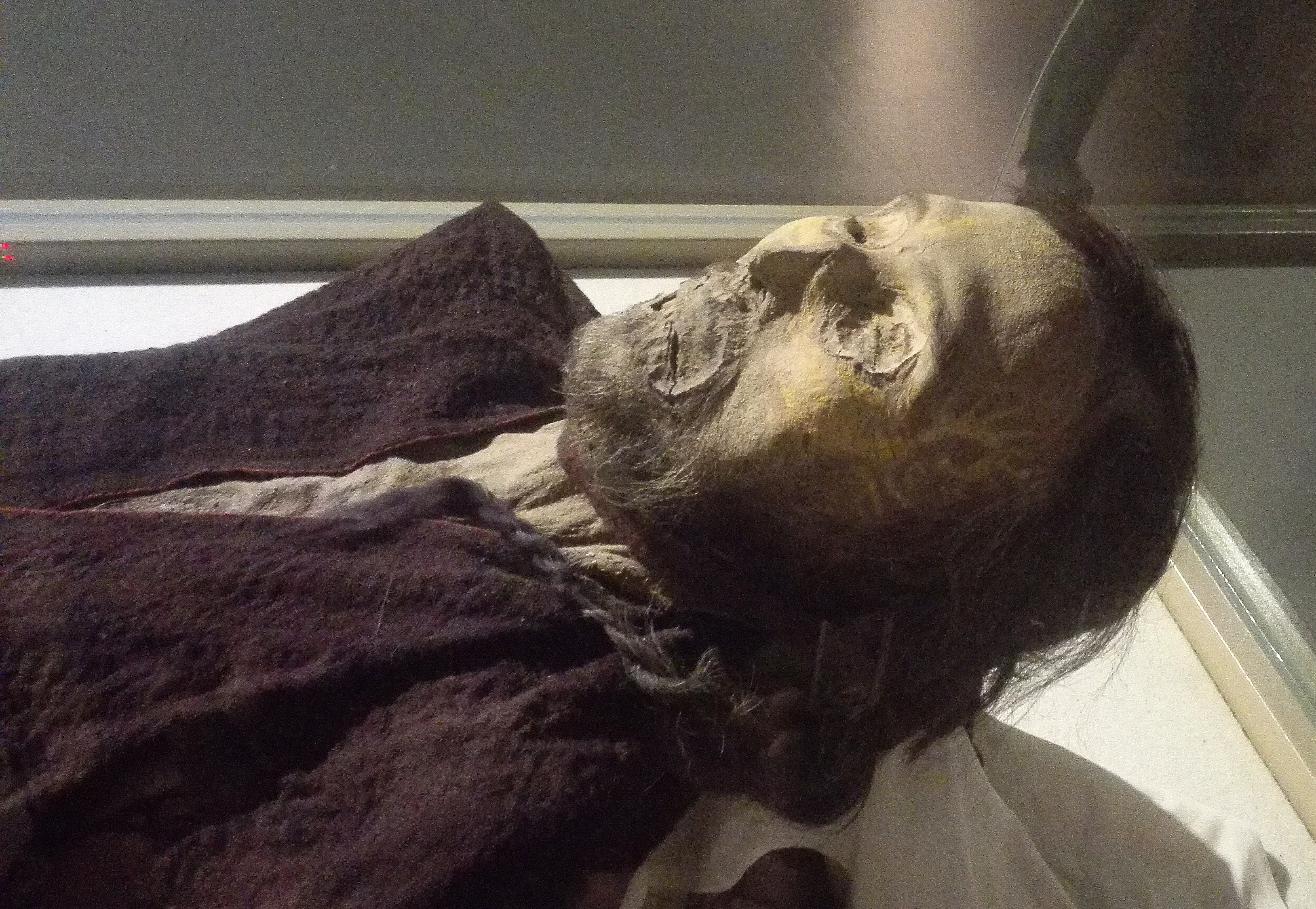
Uomo di Cherchen del 1000 a.C. circa

Uno studio genetico del 2021 sulle mummie del Tarim (13 mummie, di cui 11 dal cimitero di Xiaohe, che vanno dal 2.135 al 1.623 a.C.) ha scoperto che erano più strettamente imparentate con un gruppo precedentemente identificato chiamato gli  Antichi Eurasiatici Settentrionali o del Nord (ANE), in particolare la popolazione rappresentata dall'individuo Afontova Gora 3 (AG3), che mostra "alta affinità" genetica con essi. Il profilo genetico dell'individuo Afontova Gora 3 rappresentava circa il 72% dell'ascendenza delle mummie del Tarim di Xiaohe, mentre il restante 28% della loro ascendenza derivava dagli Antichi Asiatici Nordorientali (ANA, popolazioni del lago Baikal della prima età del bronzo). Le mummie del Tarim di Beifang hanno una quantità leggermente maggiore di antenati ANA e possono essere modellate come aventi l'89% di antenati simili a Xiaohe e circa l'11% di antenati ANA. Le mummie del Tarim sono quindi una delle rare popolazioni dell'Olocene che derivavano la maggior parte dei loro antenati dagli Antichi Eurasiatici Settentrionali nonostante la loro distanza nel tempo (circa 14.000 anni più tarde). Più di ogni altra popolazione antica, le mummie del Tarim possono essere considerate "i migliori rappresentanti" degli
Antichi Eurasiatici Settentrionali.